# Chauzon
Chauzon település Franciaországban, Ardèche megyében. Lakosainak száma 429 fő (2022. január 1.). Chauzon Balazuc, Labeaume, Montréal, Pradons, Ruoms és Uzer községekkel határos.

## Népesség
A település népességének változása:
| Lakosok száma | 181  | 210  | 224  | 305  | 359  | 368  | 386  | 415  | 419  | 429  |
|               | 1968 | 1982 | 1990 | 2006 | 2013 | 2015 | 2017 | 2019 | 2020 | 2022 |